# Oldenlandia lechleriana
Oldenlandia lechleriana là một loài thực vật có hoa trong họ Thiến thảo. Loài này được (Schltdl.) Benth. & Hook.f. ex B.D.Jacks. mô tả khoa học đầu tiên năm 1894.